# Pseudotrogulus
Pseudotrogulus is een geslacht van hooiwagens uit de familie Gonyleptidae.
De wetenschappelijke naam Pseudotrogulus is voor het eerst geldig gepubliceerd door Roewer in 1932. 

## Soorten
Pseudotrogulus omvat de volgende 3 soorten:
- Pseudotrogulus funebris
- Pseudotrogulus mirim
- Pseudotrogulus telluris